# Mount Hungabee
Der Mount Hungabee, offiziell kartografiert als Hungabee Mountain, ist ein 3490 m hoher Berg der Bow Range in den kanadischen Rocky Mountains. 
Er liegt an den Grenzen des Banff-Nationalparks und Yoho-Nationalparks auf der nordamerikanischen kontinentalen Wasserscheide am Ende des Paradise Valley. Er wurde benannt nach dem in der Sprache der Nakoda-Indianer gebrauchten Wort für Häuptling, da sein Gipfel die umliegenden überragt. 
Erstmals bestiegen wurde er 1903 von Herschel Clifford Parker und seinen Bergführern Hans Kaufmann und Christian Kaufmann.